# Plaisance (Dordogne)
Plaisance ist eine französische Gemeinde mit 410 Einwohnern (Stand 1. Januar 2022) im Département Dordogne in der Region Nouvelle-Aquitaine (vor 2016: Aquitanien). Sie gehört zum Arrondissement Bergerac und zum Kanton Sud-Bergeracois.
Der Name in der okzitanischen Sprache lautet Plasença und stammt vom französischen „Plaisance“ ab, das wiederum eine Ableitung des französischen „plaisant“ (deutsch angenehm) ist.
Die Einwohner werden Plaisanciers und Plaisancières genannt.

## Geographie
Plaisance liegt ca. 20 km südsüdöstlich von Bergerac im Gebiet Bergeracois der historischen Provinz Périgord an der südlichen Grenze zum benachbarten Département Lot-et-Garonne.
Umgeben wird Plaisance von den Nachbargemeinden:
| Saint-Perdoux                                  | Monsaguel                                   | Issigeac                                |
| Saint-Capraise-d’Eymet Saint-Aubin-de-Cadelech | Kompassrose, die auf Nachbargemeinden zeigt | Monmarvès                               |
| Lalandusse (Lot-et-Garonne)                    | Cahuzac (Lot-et-Garonne)                    | Saint-Quentin-du-Dropt (Lot-et-Garonne) |

Plaisance liegt im Einzugsgebiet des Flusses Garonne.
Der Dropt, ein Nebenfluss der Garonne, bildet die natürliche Grenze zu den südlichen Nachbargemeinden Cahuzac und Lalandusse im benachbarten Département Lot-et-Garonne.
Nebenflüsse des Dropt durchqueren das Gebiet der Gemeinde,
- der Mauroux, der in Plaisance entspringt, und
- die Banège mit ihren Nebenflüssen,
  - der Cendronne und
  - dem Courbarieux.[4]

## Geschichte
Am 1. Januar 1973 schlossen sich die ehemaligen Gemeinden Falgueyrat, Mandacou und Eyrenville zur neu entstandenen Gemeinde Plaisance zusammen, wobei die früheren Gemeinden den Status einer Commune associée erhielten. Der Hauptort von Plaisance wurde dabei Eyrenville. Durch ein Referendum vom 17. Januar 2010 wurde der Zusammenschluss in die Form einer einfachen Fusion der drei communes associées umgewandelt, bei der die früheren Gemeinden in Plaisance integriert wurden.

### Einwohnerentwicklung
Nach der Gründung der neuen Gemeinde sank die Einwohnerzahl zunächst zu Anfang der 1990er Jahre auf einen Niedrigstand von rund 390. In der Folgezeit stieg die Größe der Gemeinde im ersten Jahrzehnt des 21. Jahrhunderts auf einen Höchststand von rund 470 Einwohnern, bevor eine erneute Phase der Stagnation begann.
| Jahr      | 1962 | 1968 | 1975 | 1982 | 1990 | 1999 | 2006 | 2010 | 2022 |
| --------- | ---- | ---- | ---- | ---- | ---- | ---- | ---- | ---- | ---- |
| Einwohner | -    | -    | 421  | 406  | 392  | 410  | 469  | 453  | 410  |

## Sehenswürdigkeiten
- Pfarrkirche Sainte-Marie-Madeleine in Eyrenville
- Schloss La Grèze in Eyrenville
- Schloss Foussal in Eyrenville
- Pfarrkirche Saint-Jean in Falgueyrat
- Pfarrkirche Saint-Pierre-ès-Liens in Mandacou

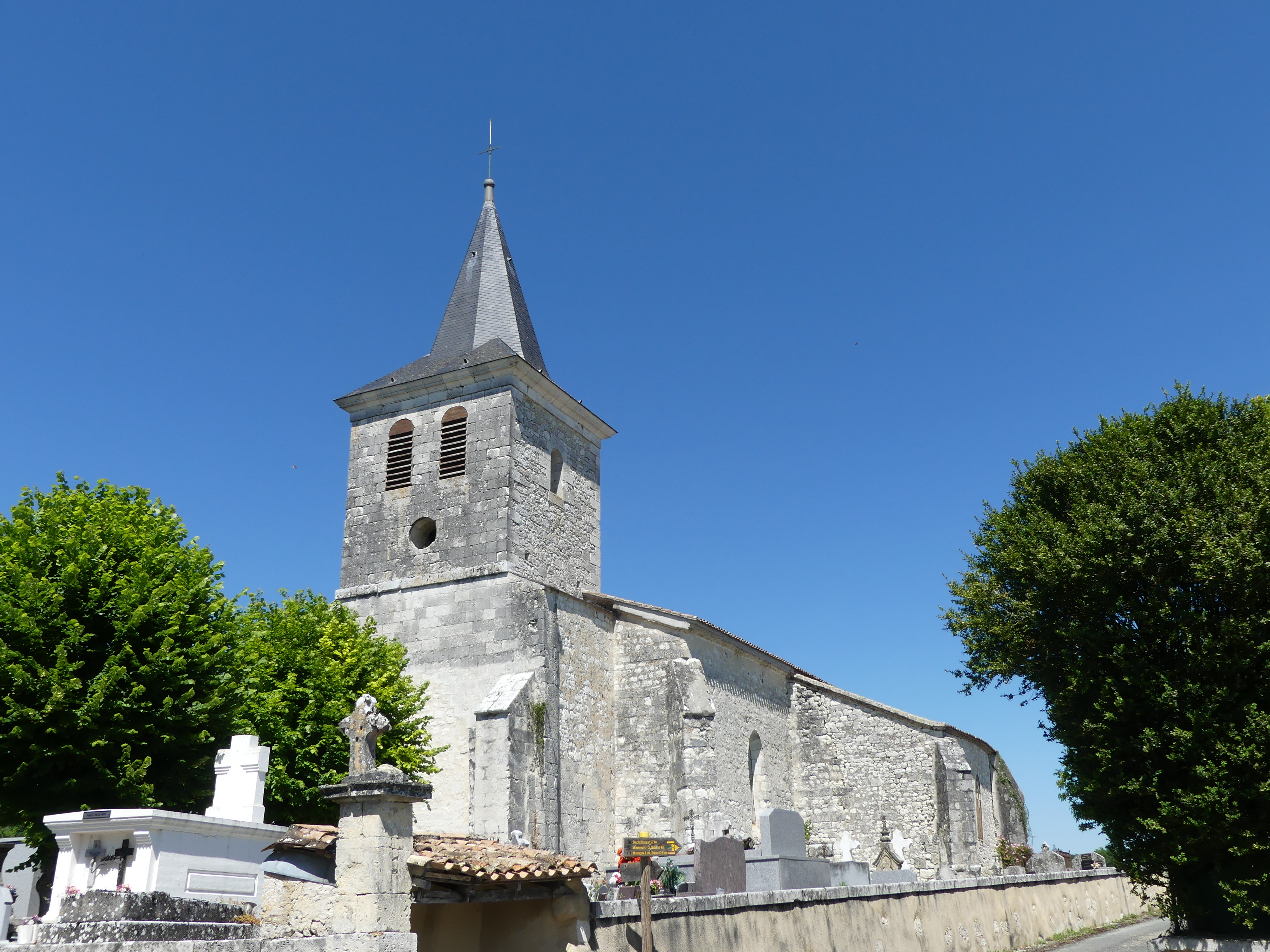
Pfarrkirche Sainte-Marie-Madeleine in Eyrenville
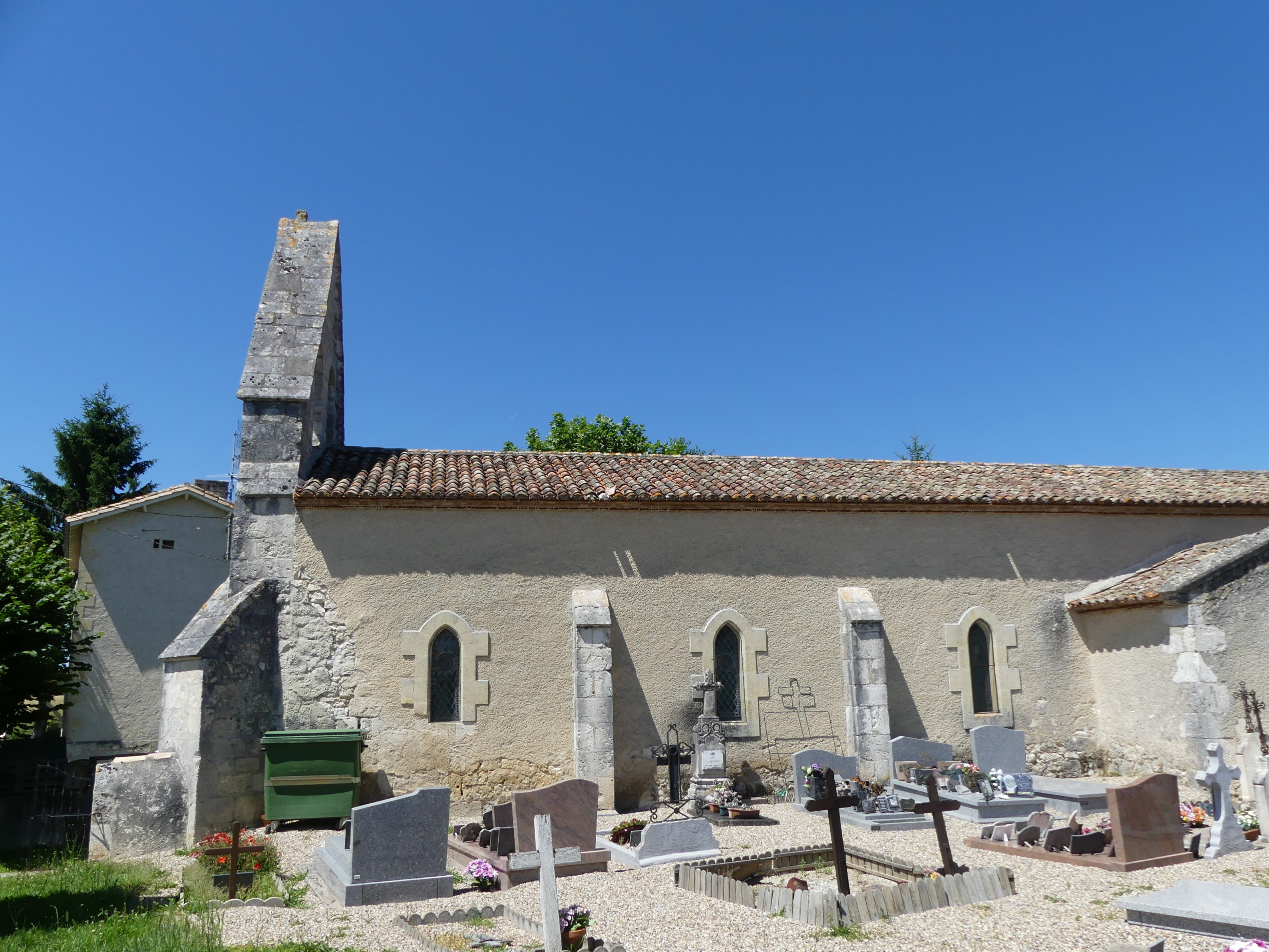
Pfarrkirche Saint-Jean in Falgueyrat
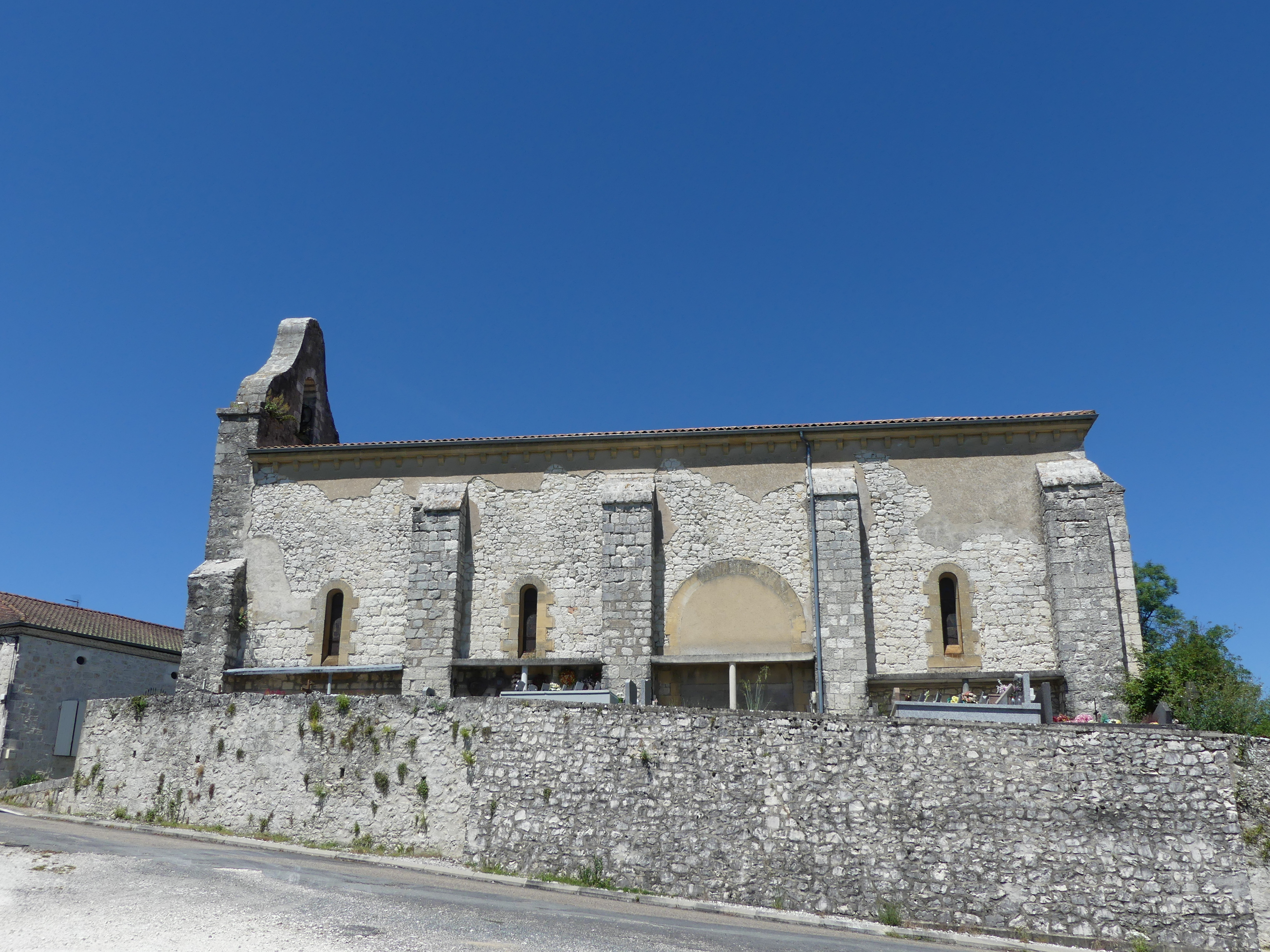
Pfarrkirche Saint-Pierre-ès-Liens in Mandacou

## Wirtschaft und Infrastruktur
Schwerpunkte der landwirtschaftlichen Aktivitäten der Gemeinde sind Getreideanbau, Weinbau und Viehzucht.
Plaisance liegt in den Zonen AOC des Bergerac mit den Appellationen Bergerac und Côtes de Bergerac.

### Sport und Freizeit
- Der Fernwanderweg GR 636 von Monbazillac nach Lacapelle-Biron (Département Lot-et-Garonne) führt am Zentrum von Plaisance vorbei.[11]

- Der Fernwanderweg GR 654 von Namur in Belgien über Vézelay nach Saint-Jean-Pied-de-Port führt gemeinsam mit dem GR 636 am Zentrum von Plaisance vorbei. Er folgt der Via Lemovicensis, einem der vier Jakobswege in Frankreich.[12]

- Der Rundweg Boucle d’Issigeac besitzt eine Länge von 16,1 km bei einem Höhenunterschied von 66 m. Er führt von Zentrum von Issigeac durch die Gebiete der Gemeinden Issigeac und Plaisance.[13]

### Verkehr
Die Route nationale 21 bildet in diesem Gebiet die Verkehrsachse Bergerac–Agen und durchquert Plaisance von Nord nach Süd. Die Route départementale 15 durchquert das Gebiet der Gemeinde von Nordwest nach Südost und verbindet es im Westen mit der Nachbargemeinde Saint-Capraise-d’Eymet, im Süden mit Cahuzac. Die Route départementale 25 durchquert das Gebiet der Gemeinde von Nordost nach Südwest und verbindet es im Nordosten mit der Nachbargemeinde und Hauptort des ehemaligen Kantons Issigeac, im Südwesten mit Eymet, dem Hauptort des heutigen Kantons.
Plaisance ist über eine Linie des Busnetzes Transpérigord, die von Bergerac nach Eymet führt, mit anderen Gemeinden des Départements verbunden.